# Citroën Eco 2000
La Citroën Eco 2000 est un concept-car Citroën présenté au salon de Paris 1984.

## Présentation
L'Eco 2000 est un projet de voiture économique lancé en 1981, en réponse aux deux crises pétrolières de 1973 et 1979. Financé pour moitié par l'État français, il vise à réduire à 3 L/100 km la consommation moyenne d'ici 5 ans. L'atmosphère de travail porte aux expérimentations concrètes, et trois prototypes sont assemblés entre 1982 et 1984.

## Genèse
Les efforts portent en particulier sur trois axes :
- L'amélioration de l'aérodynamique, qui engendre la création de 48 maquettes et plus de 1500 mesures en soufflerie, débouche sur des solutions innovantes, comme un système correcteur d'assiette pour adapter le Cx en fonction de la vitesse et de la charge, ou l'emploi de surfaces continues (vitres affleurantes, pare-brise collé, etc.).
- La réduction des masses, par l'usage d'un faible nombre de pièces (85, contre 288 pour une GSA contemporaine), de matériaux synthétiques, et de la conception assistée par ordinateur (CAO : maillage, éléments finis...), conduit à une masse surfacique projetée au sol d'environ 25 kg/m2 (42 en moyenne en 1970, et 32,4 pour la BX de 1982).
- L'optimisation des moteurs enfin, toujours via la CAO, joue sur la réduction des masses mécaniques et sur l'amélioration du rendement.

### Les prototypes

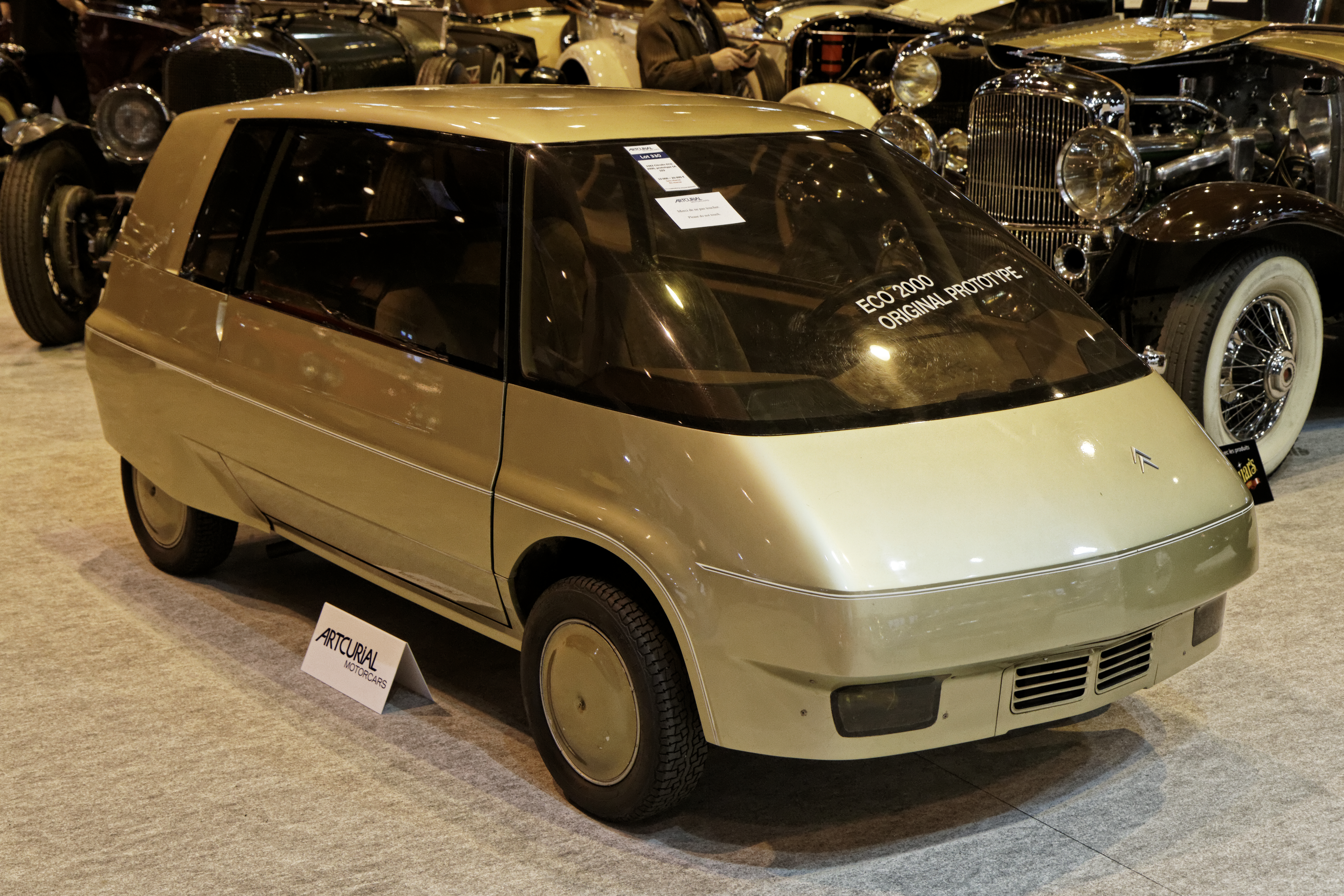
Prototype SA 103 de 1982, au salon Rétromobile 2014.

Trois prototypes sont construits. Le premier, appelé SA 103, voit le jour en mars 1982. Il se présente sous une forme monocorps de 3,04 m, ne pèse que 430 kg, et peut accueillir 4 personnes via ses deux grandes portes latérales. Il est mû par un petit moteur à 2 cylindres de 704 cm3, et ne réclame, grâce à un Cx réduit à 0,26, que 3,5 L/100 km en consommation moyenne. Mais plusieurs défauts apparaissent : pas de coffre à bagages, protection réduite aux chocs, mauvaise insonorisation.
Son successeur, le SA 119, est produit en mars 1983. Doté d'un dessin plus conventionnel, il est aussi plus long (3,47 m), et introduit la suspension hydropneumatique. Mais le poids chute encore à 423 kg, et le CX à 0,22, permettant d'atteindre une consommation moyenne de 3,2 L/100 km.
Synthèse des travaux réalisés jusqu'ici, le troisième prototype, dit SA 109, apparaît en mars 1984. Désormais très proche d'un véhicule commercialisable, il contient son poids à 450 kg et conserve un Cx de 0,22. Le moteur est un 3 cylindres en ligne Diesel de 0,75 L monté en position transversale. Il fait remonter la consommation moyenne à 3,5 L/100 km, mais permet d'atteindre une vitesse maximale de 140 km/h.
La version définitive de l'Eco 2000, une maquette basée sur le SA 109, est présentée sous le nom SL 10 au salon de Paris 1984. Légèrement plus lourde (480 kg), elle revendique une consommation de 2,4 L/100 km à 90 km/h stabilisés, selon les normes de l'UTAC.
S'il n'aboutira jamais sur une commercialisation, certaines solutions développées dans le cadre du projet Eco 2000 seront reprises par la suite, sur la Citroën AX,.